# Orden al Mérito Aéreo (República Dominicana)
La Orden al Mérito Aéreo  es una condecoración otorgada a miembros de la Fuerza Aérea Dominicana. Fue establecida el 3 de agosto de 1952.

## Divisiones
La Orden tiene tres divisiones: 
1. Concedida por combate o servicio en guerra. Expuesto en una Cinta Roja.
2. Concedida por servicio duradero y fiel. Expuesto en una Cinta Azul.
3. Concedida por otro servicio. Expuesto en una Cinta Blanca.

### Clases
Dentro de cada división, la adjudicación se hace en una de estas cuatro clases: 
- Primera Clase: otorgada a oficiales Generales.
- Segunda Clase: otorgada a oficiales Superiores.
- Tercera Clase: otorgada a oficiales Subalternos.
- Cuarta Clase: Otorgada a Personal Enlistado.

El lema de la orden es  Coraje y Lealtad.

## Particularidades
A toda persona favorecida con esta distinción, se le deberá agregar a su nombre completo, las siglas M. A. (Mérito Aéreo) en todos los documentos y actas oficiales.